# Pastinák setý
Pastinák setý (Pastinaca sativa), lidově „pastiňák“ či „pastyňák“, je rostlina z čeledi miříkovité (Apiaceae), někdy také označované okoličnaté. Pastinák je vytrvalá bylina, která může dosahovat výšky 30–100 cm. Rostlina kvete žlutými až žlutozelenými květy ve druhém roce života, přičemž doba květu zahrnuje dobu letních prázdnin, tedy červenec a srpen, případně i počátek září. Rostlinku můžeme nalézt v teplejších oblastech, kde je schopna získat alespoň trošku slunečního záření. Co se jejího původu týče, pochází z Eurasie, byla však loděmi převezena a následně pěstována i v Americe a Austrálii.
Kořeny pastináku jsou mnohdy připodobňovány ke známější kořenové zelenině – mrkvi. Kořen pastináku lze ale od mrkve velice snadno rozlišit, má totiž mnohem výraznější chuť a bledší zabarvení.

## Původ
Pastinák pochází z Eurasie. Konkrétně v oblasti Středomoří tvořil společně s mrkví součást jídelníčku již odpradávna. V řeckých i římských historických zdrojích jsou sice zmínky o užívání pastináku, dle archeologů však není doložitelné, zda lidé tehdy opravdu pastinák používali, jelikož tento měl tehdy prakticky stejnou barvu jako mrkev, jež byla v dávných dobách bílá či fialová, ne červená či oranžová, jak ji známe dnes. I velikost pastináku se lišila, původně byl kořen pastináku velký asi jako dnes známé baby karotky, byl tedy dlouhý pouze několik centimetrů.
Ve Spojených státech je divoký pastinák považován za invazní druh škodlivého plevelu.

## Přínos pro člověka

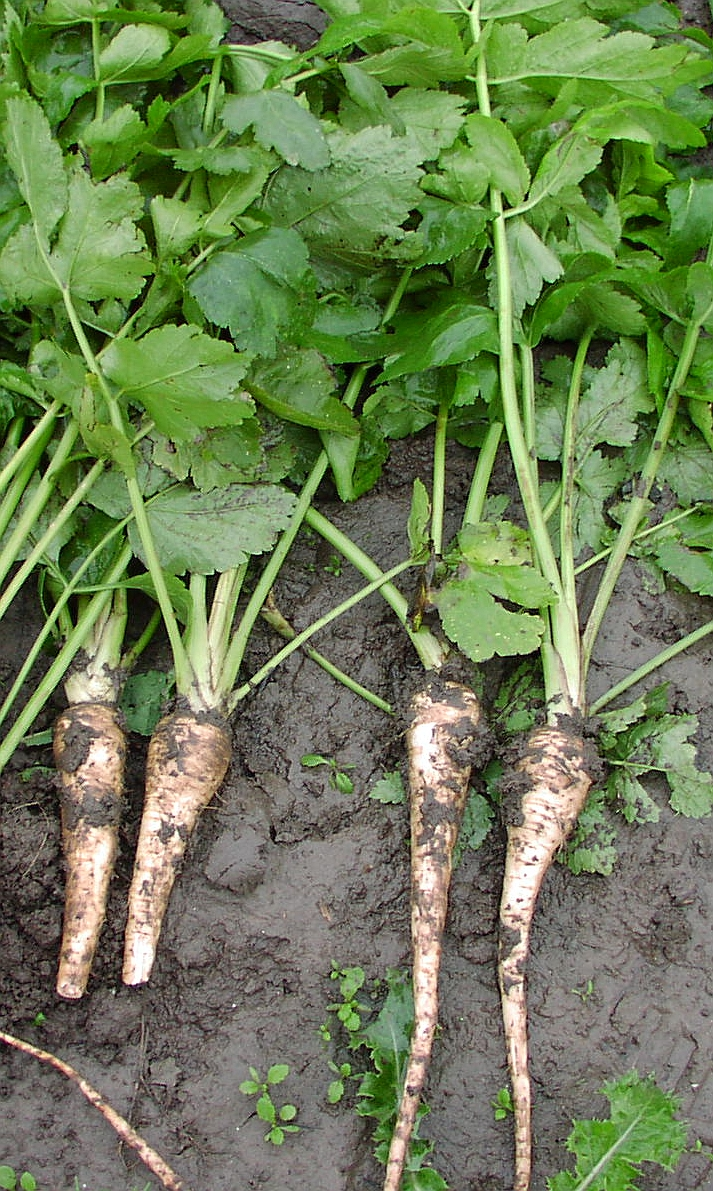
Rostliny po sklizni

Svými léčivými účinky jsou známy kořen a plody pastináku, obvykle se podávají jako nálev tvořený 2–3 lžičkami na 250 ml, přičemž běžné je vypít 2–3 šálky tohoto nápoje denně. Podobně jako třeba káva či čaj působí močopudně a má uklidňující účinky, stejně jako např. meduňka. Užívání také zlepšuje chuť k jídlu a pomáhá při čištění močového měchýře od močových kamenů či písku.
U velmi citlivých jedinců však může jeho užívání vyvolat alergickou reakci ve formě podráždění kůže po styku se slunečním zářením, odb. fotodermatóza.
Kromě léčivých účinků je prokázáno, že rostlina byla od dávných dob užívána k přímé spotřebě, tedy k jídlu. Nejhodnotnější jsou v tomto směru kořeny pastináku, které mají chuť podobnou sladší petrželi. Je možné konzumovat pastinák syrový či vařený v salátech či polévkách, stejně jako jinou kořenovou zeleninu. Plody mohou být použity dokonce jako kořenicí přísada do polévek či omáček.
Mimo jiné se také traduje, že užití kořene pastináku spolu s mlékem příznivě působí na léčbu dnes už nepříliš rozšířených souchotin.
Římané věřili, že kořeny pastináku jsou afrodisiakem.

## Nutriční hodnoty
Pastinák je bohatší na vitamíny a minerály než jeho blízce příbuzná mrkev. Obsahuje velké množství draslíku (600 mg na 100 g). Je cenným zdrojem vlákniny. Co se energetické hodnoty týče, 100 g pastináku má přibližně 55 kilokalorií, což je asi 230 kilojoulů.
Tabulka udává dlouhodobě průměrný obsah živin, prvků, vitamínů a dalších nutričních parametrů zjištěných v syrovém pastináku.
| Složka          | Jednotka | Průměrný obsah | Prvek (mg/100 g) | Průměrný obsah | Složka (mg/100 g) | Průměrný obsah |
| --------------- | -------- | -------------- | ---------------- | -------------- | ----------------- | -------------- |
| voda            | g/100 g  | 79,3           | Na               | 10             | vitamín C         | 17             |
| bílkoviny       | g/100 g  | 1,8            | K                | 450            | vitamín D         | 0              |
| tuky            | g/100 g  | 1,1            | Ca               | 41             | vitamín E         | 1,0            |
| cukry           | g/100 g  | 5,7            | Mg               | 23             | vitamín B6        | 0,11           |
| celkový dusík   | g/100 g  | 0,29           | P                | 74             | vitamín B12       | 0              |
| vláknina        | g/100 g  | 4,6            | Fe               | 0,6            | karoten           | 30             |
| mastné kyseliny | g/100 g  | 0,9            | Cu               | 0,05           | thiamin           | 0,23           |
| cholesterol     | g/100 g  | 0              | Zn               | 0,3            | riboflavin        | 0,01           |
| energie         | kJ/100 g | 271            | Mn               | 0,5            | niacin            | 1,0            |

## Sběr
Sběr holýma rukama může u citlivých jedinců vyvolat podráždění kůže.
Při sběru divoce rostoucího pastináku je nutné rozlišovat jej od bolehlavu plamatého (Conium maculatum), jehož veškeré části jsou smrtelně jedovaté. Bolehlav plamatý byl také ve starověku užíván jako jed. Nejlépe lze rozeznat tyto dvě rostliny důkladným prohlédnutím jejich stonku. Pokud je hladký, bez chloupků a jsou na něm nafialovělé pruhy či tečky, jedná se o bolehlav. Mimo to se od pastináku bolehlav liší i květy a listy.

### Kořen
Kořen se sbírá až poté, co rostlina odkvete; omyje se a suší se ve stinném prostředí.

### Plody
Plody se sbírají po dozrání a suší se ve stinném prostředí stejně jako kořen.

## Pokyny k pěstování
Pastinák je nenáročnou plodinou. Pro jeho růst je nejvhodnější stanoviště na slunci či v polostínu; co se půdy týče, měla by být písčitá, vlhká a dobře hnojená. Vzhledem k tomu, že rostlina poměrně dlouho klíčí (někdy až 1 měsíc), je dobré učinit výsev velice brzy na jaře, nejvhodnějším měsícem je březen. Jednotlivé rostlinky by měly být přibližně 35 cm od sebe a semínka by měla být 2–3 cm hluboko v zemi. Kořeny se sklízejí v době podzimu, kdy se vyjmou ze země a přezimují ve vlhčím písku či v pařeništi. V krajním případě je možné provést sklizeň až na jaře, je ale důležité provést ji dříve, než se rostlina probere ze zimního spánku, tedy než začnou vyrůstat pupeny.